# A Public Affair
A Public Affair är ett album av den amerikanska sångerskan Jessica Simpson, utgivet den 29 augusti 2006.

## Låtförteckning
1. "A Public Affair" – 3:21
2. "You Spin Me Round (Like a Record)" – 3:49
3. "B.O.Y." – 3:22
4. "If You Were Mine" – 3:17
5. "Walkin' 'Round in a Circle" – 4:40
6. "The Lover in Me" – 3:41
7. "Swing with Me" – 3:25
8. "Push Your Tush" – 4:48
9. "Back to You" – 4:11
10. "Between You & I" – 4:58
11. "I Don't Want to Care" – 3:57
12. "Fired Up" – 3:58
13. "Let Him Fly" – 3:11
14. "I Belong To Me" – 3:40

## Singlar
- These Boots Are Made For Walkin'
- A Puplic Affair
- I Belong To Me